# プトレマイオス2世
プトレマイオス2世ピラデルポス（Πτολεμαίος Β' ο Φιλάδελφος、紀元前308年 - 紀元前246年、在位：紀元前285年 - 紀元前246年）は、プトレマイオス朝エジプトのファラオである。同母姉であり妻でもあるアルシノエ2世との強い結びつきのため、「兄弟姉妹愛」（この場合は姉弟愛）という意味のピラデルポスという異名を持つ。

## 概要
プトレマイオス朝の創始者プトレマイオス1世とその2番目の王妃ベレニケ1世の息子で生まれた。ピラデルポスには二人の異母兄弟（父の先妻の子）プトレマイオス・ケラウノスとメレアグロスがおり、ともにマケドニア王となったが短期間の支配に終わった。最初の妻はトラキア王リュシマコスの娘アルシノエ1世で、間に息子のプトレマイオス3世エウエルゲテスとリュシマコス、娘のベレニケの3人の子をもうけた。アルシノエ1世との離婚後、彼は王妃アルシノエ1世の父リュシマコス王の未亡人となっていた同母姉のアルシノエ2世と再婚した。
プトレマイオス2世は、紀元前285年から父と共同統治を始め、父が死んだ紀元前282年から単独統治となる。プトレマイオス2世は、積極的な外征でエーゲ海の諸島を回復、また二度のシリア遠征（第一次シリア戦争、第二次シリア戦争）により領土を拡大し、更にアフリカとアラビアへの隊商路を確保した。さらにファイユームの地をギリシア軍人の植民地として開発するに成功し、これを「アルシノイテス州」と称した。内政面では宰相アポロニオスにより、ギリシア人を支配階層とする官僚的中央集権国家の生産独占組織と強力な統制経済機構を布き、国富は王朝の歴史を通じ最大となった。文化面でも父の遺業を継ぎ、学士院と附属図書館に多数の学者、文人を招聘しアレクサンドリア文学の黄金時代を現出した。
姉のアルシノエ2世は、最初は王妃アルシノエ1世の父リュシマコス王の妃となり、その死後、異母兄弟のプトレマイオス・ケラウノスと再婚したものの、ケラウノスと対立してから母国エジプトへ逃れてきた。帰国したアルシノエ2世は謀略によってアルシノエ1世を弟と離婚させたうえ南方へ追放させ、代わって自らが弟の妃となった。プトレマイオス3世らアルシノエ1世の子供たちはアルシノエ2世が養育した。

## 生涯

### 即位前

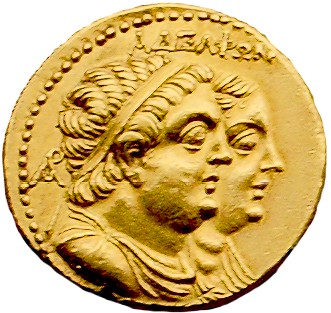
プトレマイオス2世とアルシノエ2世が彫られた金貨

ディアドコイ戦争中に父王プトレマイオス1世がエーゲ海を侵攻した頃、コス島にて生まれた。幼年期の行跡についてはほとんど伝わらないが、コスのフィリタスと、ランプサコスのストラトンから教育を受けと知られた。ピラデルポスが生まれた時、異母兄のプトレマイオス・ケラウノスが後継者であった。ピラデルポスが成人になってから両者間には王位継承をめぐる争いが展開され、ついに紀元前287年頃にケラウノスがエジプトを離れることになった。紀元前285年、プトレマイオス1世はピラデルポスをファラオに宣布し、公式的に彼を共同統治者に格上げした。共同統治は紀元前282年に父王の死まで続いた。ある古代文献はプトレマイオス2世が父王を殺害したと主張しているが、他の史料ではプトレマイオス1世が既に80代中半ばだったことから、老患で死亡した可能性が高いと見ている。

### 治世

#### 同母姉との近親婚
ケラウノスと争った継承紛争の余波はピラデルポスの即位後も続いた。その葛藤で紀元前281年にプトレマイオス2世は兄弟中の2人、おそらくケラウノスの親兄弟を処刑したようである。ケラウノスはエジプトから追放された後、トラキアと小アジア西部を統治したリュシマコスに亡命した。トラキアの宮廷は、ケラウノスの身柄処理に対して意見が分かれた。リュシマコス自身は、紀元前300年からプトレマイオス2世の姉アルシノエ2世と結婚し、またリュシマコスの後継者であるアガトクレスはケラウノスの姉リサンドラと結婚していた。リュシマコスは、プトレマイオス2世を支持することを選択し、紀元前284年と281年の間に、彼の娘アルシノエ1世をプトレマイオス2世に嫁がせた。
リシュマコスの王国が崩壊した後、エジプトへ帰国したアルシノエ2世は小姑の王妃アルシノエ1世と衝突した。紀元前275年頃、アルシノエ1世はアルシノエ2世が捏造した謀反罪の疑いで告発され、南エジプトのコプトスに流された。プトレマイオス2世はアルシノエ2世と再婚し、これによって彼ら夫婦はギリシャ語で「兄弟姉妹を愛する者達」という意味のピラデルフォイという異名を持つようになった。この結婚は古代エジプト王室の伝統的慣行と符合するものだったが、近親相姦と見なしたギリシャ人には衝撃的に受けとめられた。アレクサンドリアの風刺詩人ソタデスは、姉弟間の結婚を猥褻に嘲弄して殺された反面に、宮廷詩人テオクリトスは、主神ゼウスと姉のヘーラーの関係に例えることで、ファラオを擁護した。プトレマイオス2世とアルシノエ2世の近親婚は、後代にプトレマイオス朝の歴代君主の婚姻において原型となった。後日のプトレマイオス3世を含むアルシノエ1世の子3人は母后が失脚した後にアルシノエ2世によって養育されたが、王位継承の対象からは除外されていたと見られる。プトレマイオス2世はアルシノエ2世の息子プトレマイオス・エピゴノスを養子に迎えたものと推定されており、アルシノエ2世の死後には彼を共同統治者に昇格させた。しかし紀元前259年にエピゴノスが反乱を起こすと、アルシノエ1世の息子たちに再び継承権を譲った。

#### セレウコス朝との対立とキュレネ

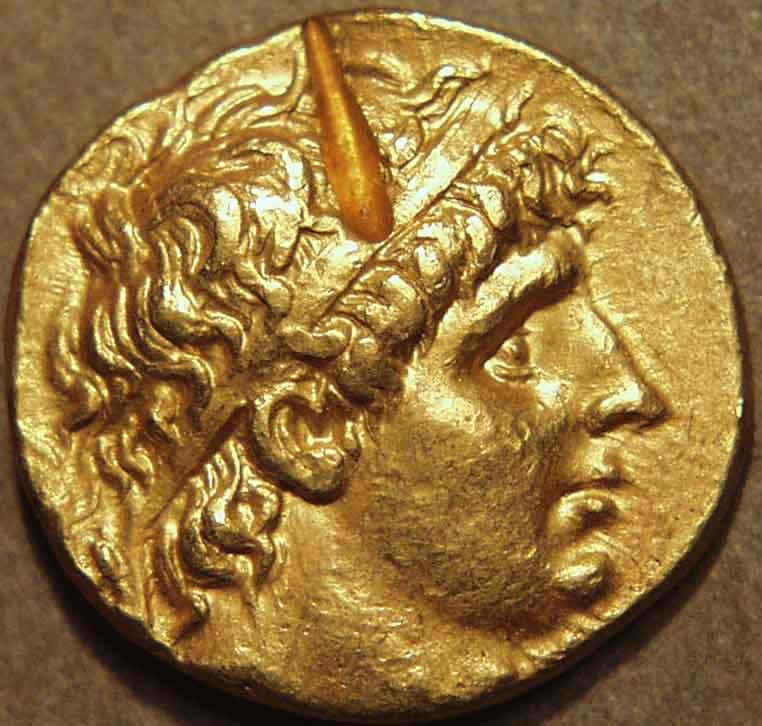
シリア王アンティオコス1世が彫られた金貨

紀元前301年のイプソスの戦い後、シリアに対する支配権をめぐりプトレマイオス朝とセレウコス朝の関係は冷却し始めた。当時、プトレマイオス1世はコイレ・シリアのエレウテルス川まで占領し、セレウコス1世はその以北の領土を掌握した。ディアドコイ世代の君主らが生きていた頃は、この対立が戦争に飛び火しなかったが、プトレマイオス1世とセレウコス1世が相次いで死亡し、状況は変わった。セレウコス1世の継承者アンティオコス1世は即位初に彼の帝国内で発生した反乱を鎮圧するため、対外的に攻勢に出る暇がなかった。このような情勢は、小アジアのアナトリアでプトレマイオス朝の勢力拡張に有利に作用しており、この時期にエジプトの膨張は碑文資料として確認できるものに、サモス、ミレトゥス、カリア、リュキア、パンフィリア、そしてキリキアまでエジプトの領域に編入されたものと見られる。
アンティオコスは、プトレマイオス2世の異父兄弟でキュレネ王を自称していたマガスとの連携を図り、両面からエジプトを挟み撃ちしようとした。紀元前275年頃、アンティオコスは彼の娘アパメー2世をマガスに嫁がせて、キュレネと同盟を結んだ。その後、マガスはアレクサンドリアを目指して進軍しエジプトに侵攻したが、リビアの遊牧民がキュレネを襲撃すると、やむを得ず撤収した。同じ時期にプトレマイオス朝の軍隊も足を引っ張られてしまった。プトレマイオス2世はガリア人傭兵4千人を雇ったが、彼らがエジプトに到着するやいなや反乱を起こし、これに対処しなければならなかった。ファラオはガリア傭兵をナイル川の無人島に追い込み、彼らが餓死したり、お互いに食うまで放置しておいた。この勝利は大々的に祝われた。当代に活躍したヘレニズム世界の君主らは、ギリシャや小アジアでガリア人の侵略に対抗して激しく戦い、プトレマイオス2世もそれに匹敵する勝利を収めたことを誇示した。

#### ヌビア征伐
エジプト南方のヌビア王国とは、トリアコンタスチョイノス（30マイルの地）として知られている領土をめぐって衝突した。ここはシエネの第1滝とワジ・ハルファの第2滝の間を流れるナイル川流域であった。この地域はヌビア人が南エジプトを急襲するための基地として使われた可能性もあった。紀元前275年/274年頃、プトレマイオス2世はヌビアに遠征軍を派遣してトリアコンタスチョイノスの北部12マイルを併合し、新たに征服された地はドデカスチョイノス（12マイルの地）と呼ばれるようになった。この遠征は、テオクリトスの讃揚詩やシエネ近くのフィラエにあるイシス神殿にヌビアの地名を並べた碑文が奉献されたように公開的に記念された。征服された領土にはワジ・アラッキにある豊富な金鉱が含まれ、プトレマイオス朝は「ベレニケ・パンクリソス」という都市を建て、大規模の採掘事業を計画した。この地域で産出された黄金は、紀元前3世紀のプトレマイオス帝国の繁栄と権力に重要な貢献をした。

#### 第一次シリア戦争
セレウコスとマガスの同盟に対する反撃の意味で、プトレマイオス2世は紀元前274年、シリアを侵攻しアンティオコス1世に戦争を宣布した。緒戦の成功にもかかわらず、プトレマイオスの軍隊はアンティオコスの逆攻に押され、エジプト本土へ退却した。セレウコス朝の侵攻が差し迫ったと感じたプトレマイオス2世は、アルシノエ2世を帯同して紀元前274年/273年の冬をナイル川デルタ東部で防御施設を強化しながら過ごした。しかし予想された侵攻は起こらなかった。セレウコス朝の軍備は消耗されており、バビロニアの経済危機と伝染病の流行によって、戦争を続ける余裕がなかったからである。紀元前271年にアンティオコスは和平に同意し、近東の情勢は戦前の状態に戻った。テオクリトスやエジプト司祭団のピトム碑文によると、プトレマイオス朝はこの戦争を大勝と考えて自祝した。

#### 紅海沿岸の植民化
プトレマイオス2世は紅海に接近するために、エジプトの古い計画を復活させた。ブバスティス近くのナイル川からピトム、ティムサー湖、ビター湖を経てスエズ湾に行く運河は紀元前6世紀にペルシアのダレイオス1世によって掘られた。しかしプトレマイオス朝の時代には堆積物でふさいだまま放置されていた。プトレマイオス2世が紀元前270年/269年に運河を整備して再開通させたのに対し、ピトム碑文はこの事業を称えた。
王妃の名前を取った「アルシノエ」という都市がスエズ湾の入り口に建てられた。そこからエジプト本土とアラビア半島の両方海岸線を下ってバブ・エル・マンデブ海峡まで2つの探査団が派遣された。これら探査団は海岸に沿って270所の港基地を設立しており、その一部は重要な商業中心地に成長した。エジプトの紅海沿岸に沿って形成されたピロテラ、ミオス・ホルモス、ベレニケ・トログロディティカなどが内陸の砂漠を貫通する隊商路の終点であり、以後3世紀にわたって発展し始めたインド洋交易の拠点になった。その以南にはプトレマイス・テロン（現在のポートスーダンの近くと推定）があったおり、ここは象牙の獲得ないし戦象で充てられる象を捕獲するための基地として使われた。アラビア方面に建てられた拠点はベレニケ（現在のアカバやエイラット）とアンペローネ（現在のジッダの近く）だった。これらの定着村は、プトレマイオス帝国の近い同盟者となったナバテア人が運営していた香料貿易ルートの西端に接近できるようにした。

#### クレモニデス戦争

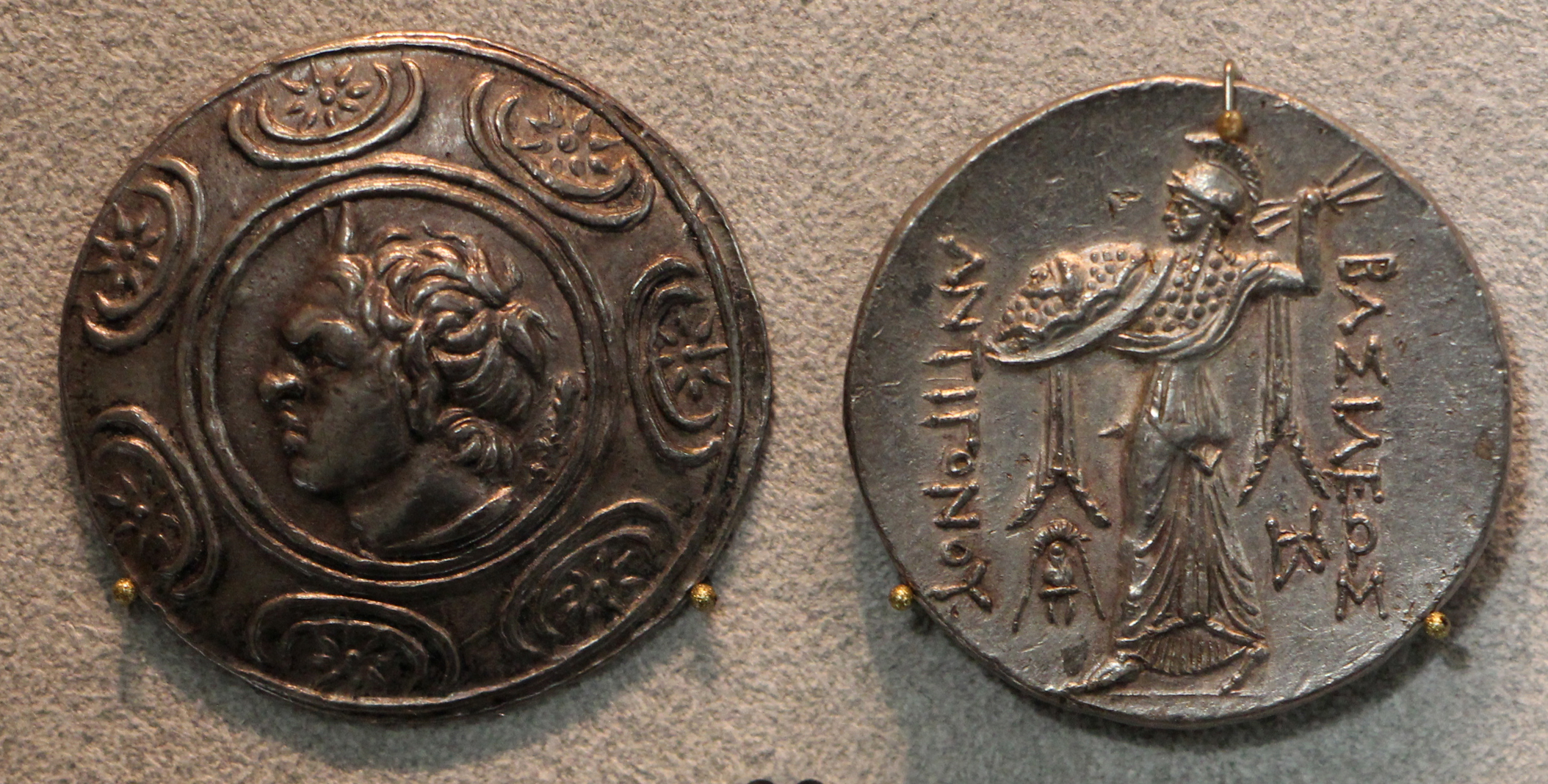
マケドニア王アンティゴノス2世が彫られた鋳貨

プトレマイオス2世の在位前半期、エジプトは東地中海地域で優勢な海軍力を有していた。プトレマイオス朝の勢力圏はキクラデス諸島を越えてエーゲ海北部のサモトラケ島まで拡張した。エジプト海軍は、自由都市であるビザンティオンを支援する作戦を行い、黒海に進入したりもした。マケドニアで長期間続いた内戦により、エーゲ海北部一帯に力の空白が生じたおかげで、プトレマイオス朝は何の妨害もなく、この地域に対する膨張政策を追求することができた。アンティゴノス2世ゴナタスが紀元前272年にマケドニア王として確固たる地位を固めるとこの空白は脅威を受けた。アンティゴノスがギリシャ本土を通じて勢力を拡大し、プトレマイオス2世とアルシノエ2世はマケドニアの侵略から「ギリシャの自由」を守る守護者として位置づけられた。プトレマイオス朝は、ギリシャの最も強力な二つの都市であるアテナイやスパルタと各々同盟を結んだ。
紀元前269年、アテナイはクレモニデスの主導でスパルタと同盟を結び、紀元前268年末にはアンティゴノス2世に宣戦した。エジプトの海軍提督パトロクロスはエーゲ海に進入してケオス島に基地を建てた。紀元前266年にパトロクロスの艦隊はアッティカへ渡航した。計画では、エジプト艦隊はスパルタ軍と合流する後、アテナイを牽制していたスニオン岬とピレウスのマケドニア軍を孤立させて追い出す手筈だった。しかし、スパルタ軍はアッティカに進められなかったので、計画は失敗した。紀元前265年/264年、スパルタ王アレウス1世は、コリントス地峡を通過し苦境に立たされたアテナイを助けようとしたが、マケドニア軍に敗死し、アンティゴノス2世は自分の軍隊をアテナイの攻略に集中させた。包囲に耐えられなかったアテナイは紀元前261年初、マケドニアに降伏した。アテナイの敗戦でクレモニデスと彼の兄弟グラウコンはアレクサンドリアへ逃げ、プトレマイオス2世は亡命者を受け入れた。
パトロクロスの艦隊がまだ健在だったにもかかわらず、プトレマイオス2世はギリシャ本土での紛争に全面的に介入することをためらったようである。その理由は明らかではないが、戦争が終わる頃のエジプトの介入はギリシャの都市国家に対する財政及び海軍力の支援に限られていたようだ。ギュンター・フェルブルは、当時エジプト軍の焦点がエーゲ海東部に合わせられたと主張するのに、プトレマイオス2世の養子エピゴノスは紀元前262年にエフェソスとレスボス島を掌握した。クレモニデス戦争におけるエジプトの介入終焉は、現代学者の間で多くの論難となったコス島の海戦と関連した可能性がある。アンティゴノス2世が数的に優勢なマケドニア艦隊を率いて身元未詳のエジプト指揮官を撃破したことの他には、この海戦の経過についてほとんど知られていない。ハンス・ハウベン（Hans Hauben）のような学者は、コス島の海戦がクレモニデス戦争の一部であり、紀元前262年/261年頃にパトロクロスがエジプト艦隊を率いて参戦したと主張する。その他、海戦の時点を第二次シリア戦争中の紀元前255年頃と推測する見解もある。
クレモニデス戦争とコス島の海戦はエーゲ海でプトレマイオス朝が絶対的な制海権を喪失したことを意味した。エジプトの統制下にキクラデス諸島を管掌した島嶼同盟は、この戦争の余波で解体されたようである。それでも、この地域でプトレマイオス朝の影響力が完全に消滅したわけでは決してなかった。むしろ戦争の間にケオス島とメタナに建てられたエジプト海軍の基地は紀元前3世紀末まで維持されただけでなく、ティーラとクレタ島のイタノスは紀元前145年までプトレマイオス朝の海上戦力を保護する防壁として残った。

#### 第二次シリア戦争
紀元前260年、プトレマイオス帝国とセレウコス帝国間に戦争が再燃した。この戦争の原因は小アジア西部の都市、特にミレトゥスとエフェソスに対する両帝国の利害対立にあると見られる。その発端はセレウコス朝の新王アンティオコス2世に立ち向かってエジプト海軍を率いたファラオの共同統治者プトレマイオス・エピゴノスの反乱と関連があるようだ。エピゴノスと彼の仲間らは小アジア西部とイオニアにあるエジプト領拠点を掌握した。アンティオコス2世は、この機会を利用してプトレマイオス朝に対し宣戦、ロドスをシリア側に引き入れた。この戦争の経緯は非常に不明であり、現存史料で確認できる線では、事件の年代や因果関係が互いに不一致で、論争の余地が多い。紀元前259年から255年の間に、クレモニデスが指揮したエジプト海軍はエフェソスの海戦で敗れた。その後、アンティオコス2世はエフェソス、ミレトゥス、サモス島を掌握することに乗り出し、考古学的証拠によれば、この目標は紀元前254年/253年まで達成された。プトレマイオス2世は紀元前257年にシリアに侵攻したが、この侵攻の結果は知られていない。
戦争が終わる頃、プトレマイオス朝はパンフィリアとキリキアの一部を失ったが、エレウテロス川以南のコイレ・シリア領土は保全できた。紀元前253年、エジプトは講和条約を交渉しながらセレウコス朝に小アジアの多くの領土を譲った。翌年、アンティオコス2世がプトレマイオス2世の娘ベレニケ・フェルノフォルスと結婚し平和が回復した。この結婚の持参金という形式を借りてエジプトはシリアに多くの賠償金を支払わなければならなかった。一方、紀元前253年7月にプトレマイオス2世はメンフィスへ巡幸した。巡幸の際に、ファラオはファイユーム地方にあるモエリス湖一帯の開墾された広い土地をギリシア人兵士たちに私有地（クレーロス）として下賜するなど、軍功を補償してやった。また、死別した王妃アルシノエ2世を称えるために、同地域を「アルシノイテス州」と改名した。

#### 治世後半期
第二次シリア戦争後、プトレマイオス2世はエーゲ海とギリシャ本土に再び関心を集中させた。紀元前250年頃、エジプト海軍は不明な場所で起きた海戦でマケドニアを撃破した。デロス島では紀元前249年にファラオの後援により「プトレマイエイア祭」が開始された。それまで政治的統制力が失われたように見えたにもかかわらず、キクラデス諸島へのプトレマイオス朝の継続的な後援と関与を宣伝しようという意図によるものであった。同じ頃、プトレマイオス2世は、アカイア同盟の使節アラトスに巨額の補助金を支援すると説得した。この時期のアカイア同盟は、ペロポネソス半島北西部にある都市国家らの比較的小さな連合体であったが、プトレマイオス朝の支援に支えられ、アラトスは以後40年間ギリシャ本土のアンティオコス朝勢力に深刻な脅威となる同盟を拡張した。
紀元前250年代末にプトレマイオス朝は、キュレネ王マガスと和解するための作業に着手した。プトレマイオス2世の後継者エウエルゲテスがマガスの一人娘ベレニケ2世と結婚することに合意した。しかし紀元前250年にマガスが死亡すると、ベレニケの母アパメー2世は婚約の履行を拒否し、マケドニアの王子デメトリオスを代わりにキュレネに招待してベレニケと結婚させた。アパメーの助けでデメトリオスはキュレネを掌握したが、ベレニケに暗殺された。ベレニケはプトレマイオス2世の死後にエウエルゲテスと結婚した。
プトレマイオス2世は、紀元前246年1月29日に死亡し、プトレマイオス3世エウエルゲテスが王位を承継した。

### 内政

#### 支配者崇拝

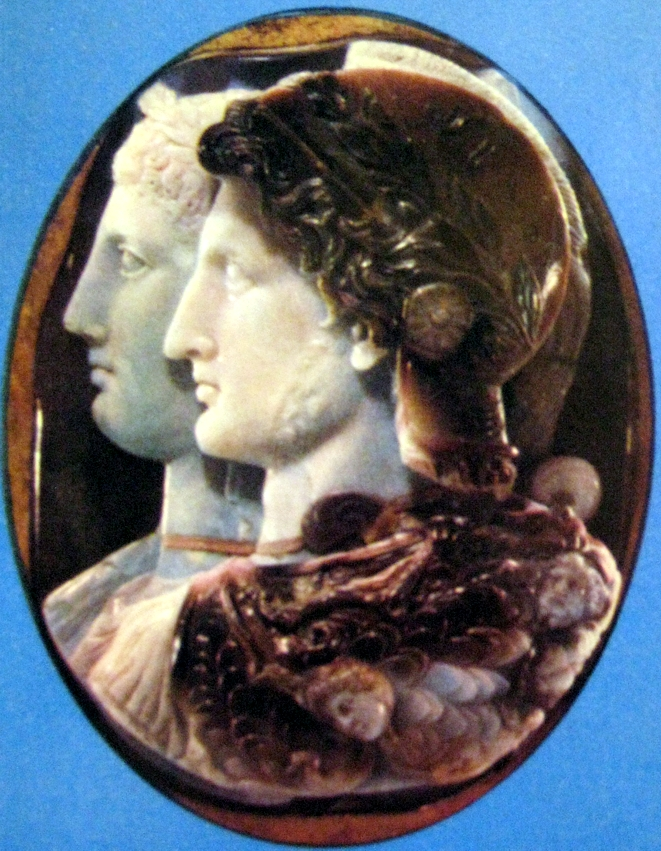
プトレマイオス2世とアルシノエ2世のカメオ（エルミタージュ美術館）

プトレマイオス2世は、父王が制定したアレクサンドロス大王の崇拝を国家的に拡大させた責任を負った。プトレマイオス1世とベレニケ1世は神格化し、「テオイ・ソテレス（救済神々）」として共に崇拝された。紀元前272年、彼は自身と王妃アルシノエ2世を「テオイ・アデルフォイ（姉弟神々）」に神格化し、公文書にその称号を記録させた。以後、次の世代のファラオ夫婦にも類する称号が加えられた。芸術的にプトレマイオス2世は往々神的な資質、つまりヘーラクレースの棍棒を握ったり、アレクサンドロス大王のように象皮の頭巾を着用することで、アルシノエ2世は小さな豊穣の角が付けるコルヌコピアを頭部に飾ったことで描写された。王家一族のための崇拝儀式も導入された。紀元前268年にアルシノエ2世が死亡した後、彼女は女神として崇められ、エジプトのすべての神殿にアルシノエ2世の胸像を設置し、各聖所の主神と共に崇拝するようにした。アルシノエ崇拝はプトレマイオス時代にかけてエジプトで非常に人気があることが証明された。プトレマイオス2世の妹フィロテラも神格されており、情婦であるビリスティケまで崇拝対象になり、後者はアフロディーテと同一視された。
紀元前279年/278年から王朝のシンボルであったディオニュソスとプトレマイオス1世を称える「プトレマイエイア祭」が4年ごとに開催された。この祭典はプトレマイオス2世にエジプト帝国が持つ富の壮大さと成就を誇示する機会を提供した。初期のプトレマイエイア祭は、ロドスの歴史家カリクセイノスによって記録され、その内容の一部が今日まで伝わり、祭典の巨大な規模を見当をつけさせる。統治者に対する神格化や崇拝は首都アレクサンドリアを中心に行われたが、やがてプトレマイオス帝国全域に伝播された。エーゲ海の島嶼同盟は、デロス島でプトレマイオス朝のファラオを奉る別途の祭典を開いた。

#### ファラオの王権とエジプト宗教
プトレマイオス2世は伝統的なエジプトのファラオを装って自らを表現し、エジプト司祭階級の支持を引き出そうと努力した父王の先例を踏襲した。2つの象形文字の碑文が、このような文脈で彼の活動を称賛した。メンデス碑文は、プトレマイオス2世が即位した直後、メンデスで羊の神バネブジェデトに対する祭儀の執行を祝う内容だ。ピトム碑文は紀元前279年の王室記念祭で神殿が竣工された事実を記録したもので、両碑文ともプトレマイオス2世の業績をファラオの徳目という側面で論じている。特に紀元前274年の第1次シリア戦争時、セレウコス朝からペルシアの治下に奪われたエジプト神々の彫像を取り戻してきたことが強調され、これはセレウコス朝をヒクソス人、アッシリア人、ペルシア人などのエジプトを脅かしてきた外部の敵対勢力と同一視した修辞的主張であった。
プトレマイオス2世は、エジプト宗教と司祭階級を後援する作業の一環として、エジプト全域の神殿に大規模な建築資金を調達した。彼の治世に、フィラエにあるイシス神殿の中心部建設を命じ、新たに征服されたヌビア方面のドデカスチョイノス地域で徴収した税金収入を神殿に割り当てた。この神殿は紀元前6世紀から存在してきたが、エジプトで最も重要な神殿の一つに生まれ変わったのはプトレマイオス朝の後援のおかげだった。

#### 行政・経済
プトレマイオス朝治下のエジプトは複雑な官僚制によって管理された。この制度の多くはすでにプトレマイオス1世の治世に創案されている可能性があるが、これは主にパピルス文書の形で作成された資料が残ったプトレマイオス2世の治世から確認できる。アレクサンドリアの宮廷にはファラオの側近中に選ばれた小規模の官僚グループが存在した。このグループには王室秘書室長と外交業務の責任を持つ書簡官、勅令の草案を作成する文書官、高級将校、そして租税及び官庁の管理を担当する宰相（Dioiketes）が含まれていた。プトレマイオス2世の治世の中後半期に宰相職はアポロニオスが務めた。彼の個人秘書であったカウノスのゼノンが作成した膨大な分量のパピルス書簡は20世紀初めに発見され、当時のエジプト農村の行政を把握できる一級史料と評価されている。
エジプト全土は「ノモス」と呼ばれた39州に分けられたが、古王国時代から伝わった名称と境界がほぼそのまま継承された。ノモスには知事であり農業生産を司る州侯、財政を司る財務官、州書記など3人の官僚が配置された。彼らが互いに牽制する中で、中央政府を脅かす地域勢力に成長しないようにするという構想から、3人の官僚にはすべて同じ職位が付与された。ノモス以下では郡、つまり区域に分けられ、最も低い行政単位は村落であった。村落には村長と村書記が駐在し、彼らは州侯と州書記に業務を報告した。このような構造により、ファラオからエジプト領内の3千余りの村落までつながる中央集権的なピラミッド型の行政システムが構築された。一方、各ノモスごとに将軍らが駐屯して治安維持に従事し、現地の情勢をファラオに直接報告した。
この行政システムの核心目標は、エジプト領土からできるだけ多くの富を取り立てて、特に戦争や外交に必要な財源を充てることであった。その目標はプトレマイオス2世の治世に最も効率的な方法で達成された。第二次シリア戦争が始まる頃から徴税の効率性と財政収入を増やすための具体策が示された。紀元前265年/264年に次のような要点の改革が行われた。まず租税徴収のみならず独占事業と公共事業において全面的に請負制がとられたことであり、硬貨が大量に発行され、経済の資金循環を支えた。また王立銀行を立ち上げ、銀行及び支店網をつくり、請負、納税、政府支出を含めた経済活動の円滑化を図った。改革はこれら制度的要素を組み合わせて、エジプト独自の閉じられた通貨システムを通じて国内を貨幣経済化して統治しようとする試みであったということができる。
税率を上げる一環として紀元前259年に「パピルス歳入法」で知られる勅令が公布された。それは租税制度を運用する過程において、プトレマイオス朝の意図を暗示する証拠の一つだ。ワイン、果物、ひまし油に対する徴税請負制が確立した（実際で追徴は王室官吏によって行われた）。徴税を監督する権利のために請負業者は王立銀行に担保金を支給し、代わりに徴収された税金の中で割当量より超過した金額をインセンティブとして持っていった。紀元前258年にはエジプト内の多様な土地、灌漑、運河、森林地と、それに課せられうる人頭税や労役を測定するための調査が実施され、基本台帳を作成した。王室はナイル川流域の耕作地を増やすことに努めた。特にファイユームのモエリス湖で広い土地が開墾され、職業軍人に分配した。ゼノンの書簡はアポロニオス宰相のひまし油を始めとする換金作物の栽培が成功したことを記録している。農業に焦点を合わせたこうした措置のほかにも、プトレマイオス2世はヌビアのワジ・アラッキと東部砂漠のアブ・ジャワルで大規模な採金事業を開始した。

#### 文化

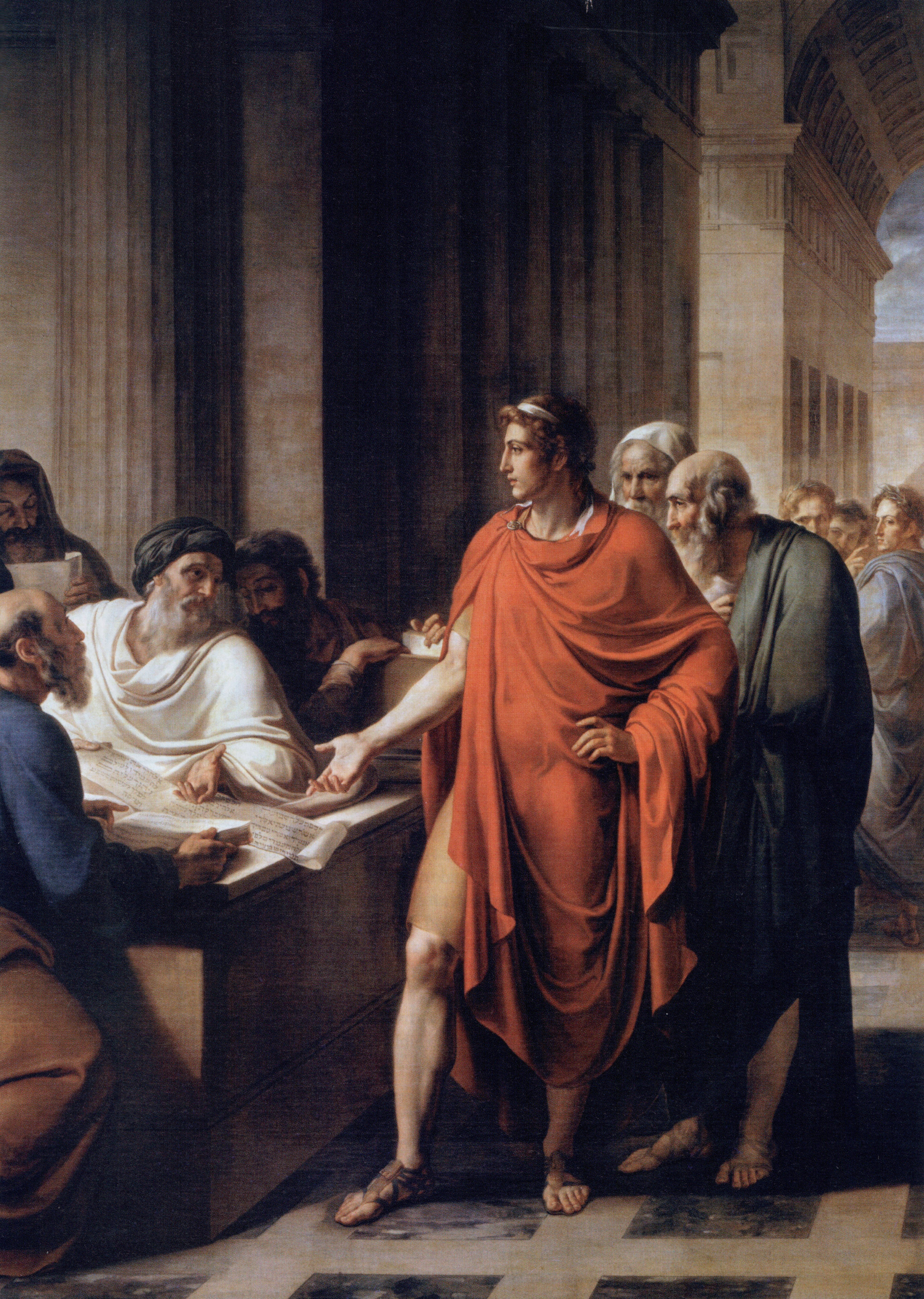
アレクサンドリア図書館を訪れるプトレマイオス2世（ヴィンチェンツォ・カムッチーニ作、カポディモンテ美術館）

プトレマイオス2世は学問の熱烈な後援者として、学士院（ムセイオン）の科学研究やアレクサンドリア図書館の拡張を支援した。カリマコス、テオクリトス、ロドスのアポロニオス、ポシディフォスのような詩人たちは贈り物をもらい、プトレマイオス家を称える賛辞を含むヘレニズム詩文学の傑作を作った。王室の保護下で招聘された学者では、数学者ユークリッドと天文学者アリスタルコスがいた。マネトの著作である『エジプト史（アイギュプティカ）』はプトレマイオス2世の依頼によって編纂されたものと考えられのに、おそらくギリシア人支配層にエジプト文化を理解してもらおうという意図があったはずだ。その他に、プトレマイオス2世の名前は、現存する旧約聖書の最古の原版となった70人訳聖書をギリシア語に翻訳させた人物としても知られている。ただし、この説は旧約偽典のアリステアスの手紙から起源した伝説で、その信頼性に疑われている。

### 外交
プトレマイオス2世とシュラクサイ王ヒエロン2世は、特別かつ親密な関係を結んだとよく言及される。アレクサンドリアとシュラクサイの間でやり取りされた財貨や思想的交流の証拠がかなりある。ヒエロンは彼の王室の位相強化において、多様な側面と租税制度を整備する上で、プトレマイオス朝をモデルにしていたようである。プトレマイオス2世の宮廷に招かれた詩人テオクリトスと数学者であり技術者アルキメデスは、シュラクサイから招かれた人物らで後に故国へ戻った。貨幣学的証拠は、プトレマイオス2世がヒエロン2世の執権に必要な資金を支援しており、一連のプトレマイオス朝の硬貨が紀元前271年から265年の間にシチリアで鋳造されたことを証明してくれる。
少なくとも一度はカルタゴと衝突したと見られる父王とは対照的にプトレマイオス2世はカルタゴに対して良好な関係を発展させた。その理由は経済的な考慮と共に、キュレネのマガスを両面から牽制しようとしたからだろう。エジプト海軍の指揮官であるティモステネスは、カルタゴ領の海域に沿って地中海の西端（現在のジブラルタルの近く）まで邪魔されずに探検を遂行することができた。紀元前273年にはイタリア半島を平定し、地中海世界の新興強国に浮上したローマ共和国に使節を派遣しながら、初めてローマと公式関係を結んだ。両国間の関係は第一次ポエニ戦争中に試されたが、エジプトはカルタゴの財政支援の要請を断り、中立を固守した。
大プリニウスの『博物誌』によると、プトレマイオス2世はディオニュシオスという使節をインドのパータリプトラにあったマウリア朝の宮廷に派遣し、この派遣はアショーカ王の治世にあった。ほぼ同じ時期にマウリア朝に派遣されたセレウコス朝の使節と同様、エジプト使節はインド各地の膨大な資源について詳しく観察したという。アショーカ王碑文でプトレマイオス2世は仏教への改宗を勧められた5人のヘレニズム君主の1人として挙げられている。